# Чукчи
Чукчите (самоназвание: ԓыгъоравэтԓьат (лыгъоравэтльат), оравэтԓьат (луораветлат) – „истински хора“) са народ, представляващ коренното население на Чукотски автономен окръг в Магаданска област на Руската федерация. Живеят също в североизточната част на Корякския автономен окръг и в Нижнеколимския район (по поречието на река Колима) на Република Саха (Якутия). 
Чукчите са част от т. нар. арктическа раса, част от монголоидната раса. Разпространена е в крайната североизточна част на Азия, в най-северната част на Америка, също и в Гренландия (чукчи, коряки, ескимоси). Характерни за арктическата раса са тъмни коси и очи, изпъкнал тесен нос, дългоглавие („долихокефалия“, такова съотношение между дължината и широчината на главата, при което широчината е по-малко от 75% от дължината). През 1989 г. чукчите са били общо 15 хиляди на брой. Занимават се предимно с еленовъдство (тундрови чукчи), но също и с риболов и лов на морски животни (морски чукчи). Шаманизмът играе важна роля в религиозните вярвания и духовността и на двете групи. Чукчите говорят чукотски език, който е част от ескимоско-алеутската езикова група. Този език има много диалекти и е слабо разпространен извън Чукотка. Заедно с руския език, чукотският език се използва в ежедневието.
Формата в ед. число (чукча) е персонаж в руски вицове за северните народи, живеещи на територията на Русия, представян като простоват и неориентиран в цивилизацията, но весел и по своему мъдър туземец.

## Подгрупи
Чукчите се делят на 2 основни подгрупи: морски чукчи (главно рибари) и тундрови чукчи (пастири на елени). Въпреки че и двете групи принадлежат към същия народ и споделят много общи културни и езикови характеристики, техният начин на живот се различава значително в зависимост от географското им разположение и природните ресурси.

### Тундрови чукчи
Живеят основно в тундровите региони на Чукотския полуостров и други северни райони на Сибир. Най-често обитават откритата тундра, където условията са сурови и студени, с малко или никакво покритие от гори. Тундровите чукчи са най-известни със своето пастирство на северни елени (карибиу), което е основният им икономически източник. Те са основно номадски народ, постоянно се движат, за да следват стадата си, които се придвижват на големи разстояния, или за да ловуват животни и често сменят местоположението си, в зависимост от сезона и необходимостта от ресурси.
Традиционната им храна се състои основно от месо и мляко от северни елени, както и от риба, събрана от близките водоеми. Те използват елените не само за храна, но и за транспорт и облекло. Традиционните им жилища лесно могат да се разглобяват и преместват. Наричани са "чум" (мн.ч. - чумове), и са палатки, построени от дървени пръти и покрити с животински кожи, за да се осигури топлина и защита от снега и вятъра.
Тундровите чукчи имат много силно развито родово чувство. Семействата и клановете играят важна роля в тяхната организация и живота на общността. Шаманизмът е основна част от духовния им живот. Шаманите (или магьосниците) играят важна роля в лечението и духовните практики на общността.

### Морски чукчи
Морските чукчи са изключителни морски навигатори на самоделните си канута и майстори в изработване на ловни оръжия като харпуни и специални мрежи за улов на риба и на морски бозайници, в което също са особено способни. Те живеят по бреговете на Чукотския полуостров, в близост до морето и пристанищата, където са по-благоприятни условията за лов на риба и морски бозайници (тюлени, морски котки, китове), които са основните източници на храна и средства за препитание в суровите условия на Арктика - месо, кожа и мазнини. Подобно на тундровите чукчи, и морските чукчи живеят в чумове, но в зависимост от мястото на обитаване, те могат да бъдат изградени и от дървени конструкции, за да се осигури защита от вятъра и студа на брега. Те са социално свързани чрез различни кланове и родови общности, които координират ловните си действия. Освен с месо от морските животни, морските чукчи също се хранят с риба и морски растения (водорасли).

## Социална структура
Традиционно чукчите нямат централизирана политическа власт или строг йерархичен ред. Властта е организирана на местно ниво, като лидерството е деконцентрирно и се проявява в зависимост от личните качества и опит на индивида. Лидерите на чукчите могат да бъдат тези, които притежават дълбоки познания за природата, традициите и религиозните практики. Лидерството често е свързано с възраст и опит, а не с наследствено право. Най-важните роли в общността обикновено се играят от шаманите, като те не само изпълняват религиозни, духовни и лечителски (както на физически, така и на духовни/душевни заболявания) функции, но също така се ползват с голямо уважение и влияние в общността, за което имат славата на способни да му осигуряват благословия за лов и други дейности. Те използват различни лекарствени растения, както и магически ритуали, за да изгонват злите духове, които се вярва, че причиняват болести. Играят важна роля в предсказанията и вземането на решения относно ловните и пастирските миграции.Въпреки че шаманизмът е по-често свързан с мъжете, някои жени също могат да бъдат шамани и да играят важна роля в духовния живот на общността. Те изпълняват ритуали, свързани със здравето и благополучието на семейството и общността.
Мъжете играят водеща роля в ловуването и риболова, които са основни икономически дейности на чукчите. Те ловуват северни елени, тюлени, китове и други животни, които осигуряват храна, облекло и други жизненоважни ресурси. За тундровите чукчи, мъжете също са основните пастири на елени. Те управляват големи стада и се грижат за тяхното преместване, за да осигурят храна за животните през различните сезони. Мъжете изработват ловни оръжия (харпуни, ножове, лъкове и т.н.) и други инструменти, необходими за ежедневните дейности. Мъжете са основни носители на отговорност за транспортирането на ресурси и хора, като използват сани (традиционни сани с еленски кожи) и други средства за придвижване през тундрата или по морето.
Жените основно се грижат за дома и организирането на ежедневието. Това включва приготвяне на храна от месо и риба, обработка на кожи и кожи за облекло, както и шиене на дрехи и палатки. Те обработват месото и рибата, като приготвят ястия, осоляват или сушат риба и месо за съхранение, а също така се грижат за събиране на растения и други хранителни източници. Главно те се грижат за възпитанието и обучението на децата като предават важни умения, като обработка на кожи, изработване на дрехи и подготовка на храна, както и споделят основни знания за живота в тундрата или край морето.

## Вярвания и обичаи
Чукчите вярват, че всяко нещо в природата — животни, растения, води и земя, реки, море, гори и небе — има своя дух, който трябва да бъде уважаван и почитан, което става и чрез специални обреди, а неспазването на тези ритуали може, според техните представи, да доведе до природни бедствия или неуспехи в лова и скотовъдството. Тези духове са възприемани като сили, които имат влияние върху живота на хората и на околната среда. Духове на животните (включително на гледаните и ловуваните от тях северни елени) играят важна роля в чукотската култура и религия. Например, елените, които са Ловците се считат длъжни да изпълнят определени ритуали и жертвоприношения, за да умилостивят тези духове и да осигурят успешен лов. Чукчите вярват в духовете, които отговарят за плодородието и добрите условия за живот. Ритуали, свързани с плодородието, обикновено включват пълноценен лов или събиране на храна, както и молби към духовете за осигуряване на добри условия за растенията и животните. 
Музиката и танците са важни за тяхната култура. Например, чукчите използват бурканчета и барабани, а танците са често свързани с религиозни ритуали и изразяване на емоции, както и на благодарности към духовете на животните. Жертвоприношенията също са основен аспект от религиозния живот на чукчите и обикновено се извършват с цел да се осигури добър лов, благополучие или защита от зли духове. Най-често се жертват елени, тюлени, китове и други животни. Кръвта от жертвите може да бъде оставяна на земята или във водата, като символ на благодарност към духовете. Ловците и пастирите могат да се молят за успех чрез принасяне на жертви на духове, които обитават природата.
Чукчите имат редица обичаи и празници, свързани с ловния сезон, миграцията (на хора и животни) и природните цикли. Те отбелязват важни събития, като завръщането на елените в тундрата или периоди на успешен лов. Празникът на елените се свързва с благодарността към духовете (душите) на елените, които осигуряват храна и ресурси за чукчите. В празниците обикновено има ритуали и обреди, при които се принасят жертви в знак на уважение към тези животни. Чукчите също провеждат ритуали за преминаване към новия сезон — зимата или лятото, като това често включва традиционни обичаи за здраве, благополучие и плодородие.
Чукчите имат богата митологична традиция, като легендите и приказките са важен начин за предаване на знания за света, духовете и предците. Някои животни, като елените и морските бозайници, играят важни роли в митологията на чукчите и се възприемат като свещени същества, които помагат на хората в нужда. Често тези животни се възприемат като помощници на шаманите в техните ритуали. Чукчите имат и митове, които разказват как светът - земята, морето и животните, които обитават тези места - е създаден от духовете на природата или от велико божество. Други разказват за отношенията между хората и природата или имат за сюжет изпитанията, които хората трябва да преодолеят, за да оцеляват в суровия северен климат.